# Centauro (revista)

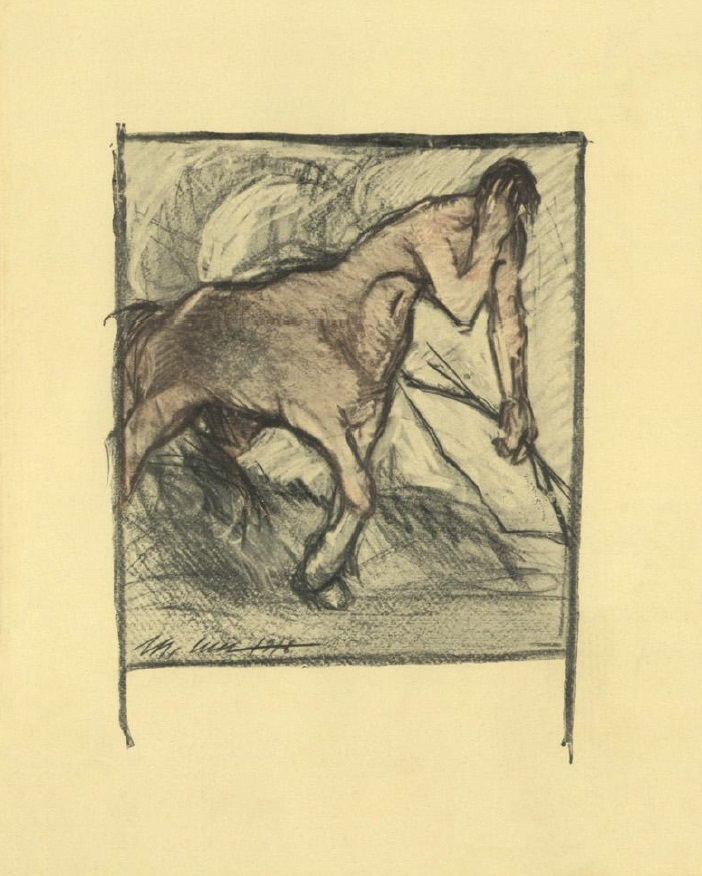
Centauro – Revista trimestral de literatura,
Outubro–Novembro–Dezembro, 1916.

Centauro  - Revista trimestral de literatura foi uma revista literária dirigida por Luís de Montalvor, tendo apenas publicado o primeiro número: Volume I, nº 1, Outubro–Novembro–Dezembro, 1916. Lisboa: Tipografia do Anuário Comercial.

## Decadentismo
De certa forma, a revista Centauro foi uma reedição da revista Orpheu, cujo subtítulo também é Revista trimestral de literatura, ou tentativa de recuperação da corrente decadentista, que Luís de Montalvor, também director do primeiro número desta revista, lhe pretendia imprimir. Mas esta corrente literária foi desviada para o futurismo / interseccionismo / sensacionismo de Fernando Pessoa e Mário de Sá-Carneiro, sobretudo no segundo número, em que substituíram Luís de Montalvor na direcção da revista Orpheu.
Para o primeiro número da revista Orpheu, Luís de Montalvor escreveu uma "Introdução", procurando estabelecer a orientação estética da revista, embora o texto tenha resultado algo confuso, traduzindo as divergências dos seus jovens escritores. O número único da revista Centauro abre com uma "Tentativa de um ensaio sobre a Decadência", em que Luís de Montalvor é mais explícito, embora permaneça ancorado nos valores estéticos do século XIX, sobretudo inspirados no escritor belga Maurice Maeterlinck.

## Camilo Pessanha e Fernando Pessoa

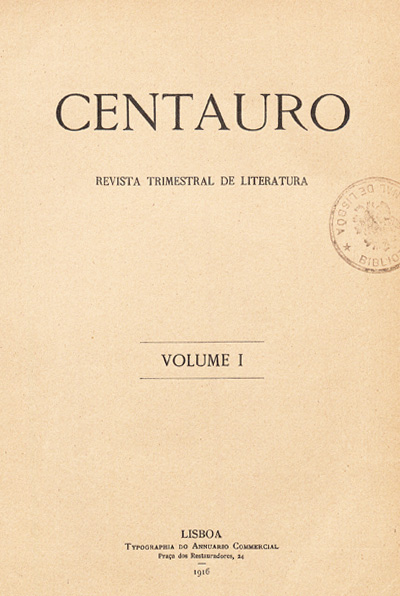
Centauro, folha de rosto.

A revista Centauro publicou 16 poemas inéditos de Camilo Pessanha,  republicados em 1920 no livro Clepsidra, considerado a mais pura expressão do simbolismo em Portugal. Contribuíram também para a revista Alberto Osório de Castro, com "Quatro Sonetos", Raul Leal, com o conto "A Aventura de um Satyro ou a Morte de Adonis", Júlio de Vilhena com "Ultima Nau", Silva Tavares, com "Poemas da Alma Doente", e Fernando Pessoa com os 14 sonetos de "Passos da Cruz".
"CENTAURO" - Revista Trimestral de Literatura
Propriedade de: Centauro, Lda.
Editor: Lemos de Napoles
Director: Luiz de Montalvôr
Ano I - 1916, N.º 1, Outubro - Novembro - Dezembro
Redacção: Avenida de Berna, A.O.P., 1.º, Esq. - Lisboa.
Officinas: Tipografia do Anuário Comercial -- Praça dos Restauradores, 14
LISBOA
Sumario:
Luiz de Montalvôr - Tentativa de um ensaio sobre a Decadência
Camillo Pessanha - Poemas Ineditos
Alberto Osorio de Castro - Quatro Sonetos
Raul Leal - A Aventura de um Satyro ou a Morte de Adonis (conto)
Fernando Pessoa - Passos da Cruz (quatorze sonetos)
Julio de Vilhena - Ultima Nau (poema em prosa)
Silva Tavares - Poemas da Alma Doente
Hors-Texte especial de Christiano Cruz